# Blat de moro escairat
El blat de moro escairat és un menjar típic de la comarca del Berguedà.
Prové d'una varietat de blat de moro característica de l'Alt Berguedà, de grans blancs i grossos. Aquests grans s'escairen –se'n treu la pellofa– i s'assequen per assegurar-ne una millor conservació. Abans de ser consumits s'han de deixar en remull i s'han de bullir força estona. Segons la dita, "un bon blat de moro escairat ha de ser ben porquejat", perquè es considera que combina molt bé amb productes del porc. El cultiu del blat de moro es va introduir al Berguedà al segle xviii i es va estendre molt ràpidament gràcies al seu alt rendiment i la seva resistència al clima de muntanya. També hi pot haver influït el fet que les autoritats van trigar a fer-ne un control fiscal.

## Escairat
Per treure la pellofa del blat de moro s'utilitzen uns molins anomenats escairadors. Consisteixen en una mola sobre la qual roda un trull semblant als d'oli. També es pot escairar coent els grans amb cendra i fregant-los amb els dits perquè en salti la pellofa.

## Escudella de blat de moro escairat
Amb un brou fet gairebé exclusivament amb porc i blat de moro es fa l'escudella de blat de moro escairat, el menjar típic de Nadal al Berguedà. Curiosament, malgrat que és pràcticament desconegut en altres zones de Catalunya, aquest plat és gairebé idèntic al pozole mexicà. Sembla que tots dos plats van aparèixer simultàniament al segle xviii, gràcies a l'arribada del blat de moro a Europa i del porc a Mèxic. Altres plats llatinoamericans molt semblants són el muti pela equatorià, el mote peruà i el locro argentí.
La primera recepta per a aquest plat que es conserva és de l'any 1887, explicada pel masover del Castell de Brocà, al municipi de Guardiola de Berguedà: "No gastem cada àpat més que cinc cèntims per persona, quedant tots molt tips. Per això agafam una olla d'aqueixes, i posem una quarta de blat de moro, un picotí de mongetes i un os de tocino per amaniment i bull que bull." L'any 1989, el cuiner de Gironella Miquel Márquez va començar a promocionar l'escudella de blat de moro escairat com "el plat de la pau". Des d'aleshores es reparteix gratuïtament als assistents a la Fira de la Puríssima de Gironella i s'ha convertit en una part essencial de la festa.